# Smurfing
Smurfing – jedna z metod prania brudnych pieniędzy.
Smurfing jest techniką fazy umiejscowienia. Ta metoda występuje w kilku różnych postaciach:
- otwieranie rachunków przez wielu „smerfów” i wypłacaniu przez nich kwot poniżej limitów
- rozdrobniony zakup surogatów pieniężnych (np. czeków podróżnych), a następnie ich legalny przewóz za granicę
- wpłacanie brudnych pieniędzy na rachunki imigrantów zarobkowych i transferowanie ich potem za granicę do kraju prania.